# 774年
| 千纪： | 1千纪                                                                                           |
| 世纪： | 7世纪 \| 8世纪 \| 9世纪                                                                         |
| 年代： | 740年代 \| 750年代 \| 760年代 \| 770年代 \| 780年代 \| 790年代 \| 800年代                       |
| 年份： | 769年 \| 770年 \| 771年 \| 772年 \| 773年 \| 774年 \| 775年 \| 776年 \| 777年 \| 778年 \| 779年 |
| 纪年： | 甲寅年（虎年）；唐大曆九年；南诏长寿六年；日本寶龜五年；渤海国大興三十七年                      |

## 大事记
- 幽州節度使朱泚赴京師，以其弟朱滔留管州務。
- 查理大帝征服伦巴底人，兼稱伦巴底国王。原国王及原岳父狄西德里乌斯送入列日附近的修道院囚禁。查理曼在罗马度复活节，再次确认其父对教皇的赠礼。此后查理曼自称“法兰克与伦巴第国王和罗马贵族”。

## 出生
- 9月25日：平城天皇，日本第51代天皇
- 7月27日：空海，日本高野山真言宗開山祖師，唐密第八祖（835年逝世）

## 逝世
- 不空，开元三大士之一（705年出生，69岁）